# 一氧化碳
一氧化碳（英語：Carbon monoxide），分子式為CO，是無色、無臭、無味的无机化合物氣體，比空氣略輕。在水中的溶解度甚低，但易溶于氨水。空气混合爆炸极限为12.5%～74%。 一氧化碳是含碳物质不完全燃烧的产物。也可以作为燃料使用，煤和水在高温下可以生成水煤气（一氧化碳与氢气的混合物）。有些現代技術，如煉鐵，還是會產生副產品的一氧化碳。一氧化碳是可用作身體自然調節炎症反應的三種氣體之一（其他兩種是一氧化氮和硫化氫）。
由于一氧化碳与体内血红蛋白的亲和力比氧与血红蛋白的亲和力大200－300倍，而碳氧血红蛋白较氧合血红蛋白的解离速度慢3600倍，当一氧化碳浓度在空气中达到35ppm，就会对人体产生损害，會造成一氧化碳中毒（又称煤气中毒）。
雖然一氧化碳有毒，但動物代謝亦會產生少量一氧化碳，並認為有一些正常的生理功能。

## 历史
古代希臘人和羅馬人曾經用一氧化碳进行处决。11世紀一位西班牙醫生第一次描述了這種氣體。
最早制备一氧化碳的是法国化学家德·拉索內（1776年）。他通过加热氧化锌和碳製得了一氧化碳。但由于一氧化碳燃烧时产生了与氢气类似的蓝色火焰，de Lassone错误地认为他制得的是氢气。在1800年英国化学家William Cruikshank才证明一氧化碳是由碳元素和氧元素组成的化合物。
最早对一氧化碳的毒性进行彻底研究的是法国的生理学家Claude Bernard。在1846年，他让狗吸入这种气体，发现狗的血液“变得比任何动脉中的血都要鲜红”。现在我们知道血液变成“樱桃红色”是一氧化碳中毒的症状。
由于一氧化碳可以使血液变得非常鲜红的特点，一些肉品商人用一氧化碳处理鲜肉，可以使生肉不被氧化变色，甚至可以在10℃的温度下保存28天还如同新屠宰的肉，并因此引起非议。美国消费者协会认为即使这种处理没有害处，也会掩盖肉不新鲜的状态，即使肉品处于即将腐烂状态，消费者也不知情。
據報導，一氧化碳也用在納粹大屠殺名為T4“安樂死”計劃，納粹由海烏姆諾透過貨車運送氣體。

## 性質
一氧化碳的摩尔質量是28.0，它比空氣的摩尔質量28.8略輕。燃燒一氧化碳時會產生藍色火焰。

## 製備

### 工業用製備
在工业上，通常采取二氧化碳在高温条件下与碳反应的原理制取：
{\displaystyle {\rm {C+CO_{2}\xrightarrow {\Delta } 2CO}}}

### 實驗室製備
在實驗室中可將脫水劑（如濃硫酸）滴入甲酸裂解以製取一氧化碳
{\displaystyle {\rm {HCOOH{\xrightarrow {H_{2}SO_{4}}}H_{2}O+CO}}}
亦可用鋅與碳酸鈣加熱，製得一氧化碳。
{\displaystyle {\rm {Zn+CaCO_{3}{\xrightarrow {\Delta }}ZnO+CaO+CO}}}

### 其他
有機物在氧氣不足夠的環境下燃燒，會發生不完全燃燒，會生產一氧化碳。例如丙烷的不完全燃燒：
{\displaystyle {\ce {2C3H8 + 7O2->6CO + 8H2O}}}

## 毒性

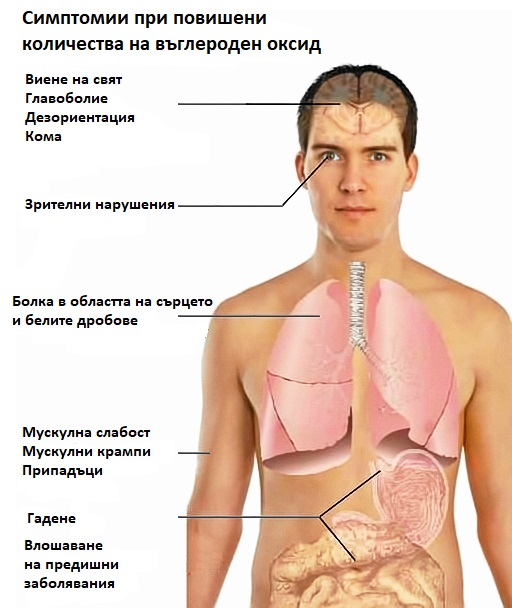
一氧化碳毒性示意图

一氧化碳是無色、無臭、無味氣體，但吸入對人體有十分大的傷害。它會結合血紅蛋白生成碳氧血紅蛋白，碳氧血紅蛋白不能提供氧氣給身體組織。這種情況被稱為血缺氧。濃度低至667ppm可能會導致高達50％人體的血紅蛋白轉換為碳合血紅蛋白，可能會導致昏迷和死亡或變植物人。而香煙中亦含有一氧化碳。
最常見的一氧化碳中毒症狀包括頭痛、噁心、嘔吐、頭暈、疲勞和虛弱，另外还包括視網膜出血，以及異常櫻桃紅色的血。
暴露在一氧化碳中可能嚴重損害心臟和中樞神經系統，會有後遺症。一氧化碳可能令孕婦胎兒產生嚴重的不良影響。
在封閉的環境中，一氧化碳的濃度可以很容易達到造成致命的濃度。平均而言，每年在美國就有170人因一氧化碳而死。然而，根據佛羅里達州衛生署資料「每年有500多名美國人死於一氧化碳意外接觸，美國各地的有數千人因一氧化碳中毒需要緊急醫療照顧」 這些可能產生一氧化碳的產品包括故障的燃料燃燒機器，如爐，爐灶，熱水器和室內加熱器。美國毒物控制中心協會（AAPCC）報告於2007年有39人死於一氧化碳中毒。2005年，美國消費品安全委員會報告有94宗因發電機而導致相關的一氧化碳中毒死亡。一氧化碳也是煙草燃燒產生煙霧的次要成分。
在台灣，根據內政部消防署的統計，2009-2013年間，居家一氧化碳中毒意外事件共計197件，造成 55 人死亡及 471 人受傷。多數原因皆為熱水器安裝不適當所致。

## 存在
一氧化碳存在於各種自然和人造環境中，以「PPM」來度量的典型濃度如下： 
| ppmv: 百萬分率 by volume (note: 体积分数 is equal to 摩尔分数 for 理想氣體 only, see 體積 (熱力學)) |                                                    |
| 濃度                                                                                                | 來源                                               |
| 0.1 ppmv                                                                                            | 大氣中污染的水準（MOPITT）                         |
| 0.5–5 ppmv                                                                                          | 居家中的平均水準                                   |
| 5–15 ppmv                                                                                           | 居家的火爐、加熱器附近，現代汽車排放的廢氣         |
| 17 ppmv                                                                                             | 金星的大氣                                         |
| 100–200 ppmv                                                                                        | 墨西哥市中心地區的汽車排放                         |
| 700 ppmv                                                                                            | 火星大氣層                                         |
| 5,000 ppmv                                                                                          | 家中木材燃燒的排放                                 |
| 7,000 ppmv                                                                                          | 沒有觸媒轉化器的汽車，未經稀釋的已发动汽車尾氣排放 |

### 大氣中的一氧化碳

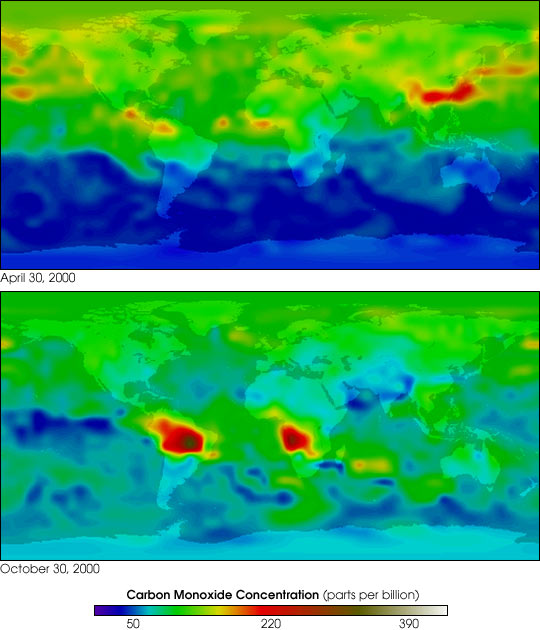
MOPITT（对流层污染测量仪）在2000年檢測全球一氧化碳的含量

目前在大氣中，一氧化碳是少量存在的氣體，主要由火山活動產生，但也會因自然和人為的火災（如森林大火，焚燒秸稈和甘蔗以驅趕甘蔗園裏的蚊蟲）所產生。燃燒化石燃料也會產生大量一氧化碳。
而一氧化碳最主要的天然來源是由對流層中的光化學反應而產生，每年產生約5 x 1012千克一氧化碳。

### 天文物理
在地外的星際介質中，一氧化碳十分常見，其分佈之廣，僅次於氫分子，排名第二。由於一氧化碳的分子不對稱，其輻射出的譜線遠比氫分子明亮，因而更容易偵測到。1970年，電波望遠鏡首次在星際空間中偵測到一氧化碳。由於氫分子只能用紫外線檢測，過程中必須使用太空望遠鏡，時至今日，一氧化碳已成為在星系中檢測分子時，最常用的示蹤物。恆星形成過程大多發生於分子雲內，科學家觀測一氧化碳後，對分子雲的認識大有增長。